# Alford (Somerset)
Alford – wieś w Anglii, w hrabstwie Somerset, w dystrykcie (unitary authority) Somerset. Leży 42 km na południe od centrum Bristol i 177 km na zachód od Londynu. W 2002 miejscowość liczyła 63 mieszkańców.